# فيكتور مونيوث
فيكتور مونيوث (بالإسبانية: Víctor Muñoz Martiáñez)‏ (25 يوليو 1990 بمدريد في إسبانيا - ) هو لاعب كرة قدم إسباني في مركز الوسط. لعب مع سبورتينغ كانساس سيتي وفينيكس راسينغ وOrange County SC U-23 ‏.

## وصلات خارجية
- فيكتور مونيوث على موقع الدوري الأمريكي (الإنجليزية)
- فيكتور مونيوث على موقع قاعدة بيانات كرة القدم.إي يو (الإنجليزية)